# Лісова промисловість України
Лісова́ і деревообро́бна промисло́вість — важлива складова економіки України, сукупність галузей, що спеціалізуються на заготівлі і переробці деревини, виробництві меблів і напівфабрикатів, різних видів паперу, картону, штучного волокна, целюлози.

## Загальна характеристика
Україна має незначні запаси лісових ресурсів. Загальна площа лісового фонду складає 14,1 % території країни, що значно менше, ніж у розвинених країнах. Наприклад, у Франції цей показник становить близько 28 %, у США — 32 %. Свої потреби в деревині Україна задовольняє приблизно на 20 %, решта імпортується.
Ліси по території України розміщені нерівномірно. До найбільш лісистих належать Закарпатська, Івано-Франківська, Рівненська, Житомирська, Волинська, Чернівецька області.
Лісопромисловий комплекс України включає лісозаготівлю, деревообробку, лісохімічну і целюлозно-паперову промисловість.
| Галузь                                       | Чинник розміщення                                | Основні райони та центри |
| -------------------------------------------- | ------------------------------------------------ | --- |
| Лісозаготівельна                             | Сировинний                                       | Івано-Франківська і Закарпатська області (Карпати); Волинська, Житомирська, Київська, Чернігівська області (Полісся)                                                                                        |
| Деревообробка лісопиляння виробництво меблів | Сировинний Споживчий, сировинний                 | Закарпаття (Рахів, Свалява), Івано-Франківська область (Коломия), Львівська область (Самбір, Стрий), Вінницька, Житомирська, Чернігівська, Рівненська області Львів, Чернігів, Київ, Харків, Донецьк, Одеса |
| Целюлозно-паперова                           | Сировинний, водний, споживчий                    | Рахів, Ізмаїл, Олешки, Малин, Херсон, Одеса, Обухів, Понінка |
| Лісохімічне виробництво                      | Орієнтація на відходи лісопромислового комплексу | Івано-Франківська, Закарпатська, Житомирська, Хмельницька та Київська області |

## Історія
Зародження розвитку галузі в Україні відбувається на рубежі XVIII — XIX століть. У цей період створюються дрібні кустарні лісопильно-деревообробні і меблеві підприємства. Лісозаготівлі в переважній більшості районів носять сезонний характер. В другій половині XIX століття з'являються лісохімічні виробництва (випалювання вугілля, видобуток живиці тощо).
В  1950—1990рр.  на підприємствах почали впроваджуватися механізовані й автоматизовані лінії, новітнє устаткування з програмним керуванням, сучасні технології і матеріали, особливо в меблевому виробництві.
Підприємства галузі розташовані на території всіх областей України, у містах Києві і Севастополі.
Пріоритетний розвиток деревообробна і меблева промисловість одержали на півночі і заході країни, де зосереджені значні лісосировинні ресурси. У лісовому фонді переважають коштовні хвойні і твердолистяні породи. Найбільші лісові масиви розташовані в Поліссі і Карпатах. Шпилькові (хвойні) насадження займають 43 % загальної площі, з них сосна — 33 %. Твердолистяні становлять 43 %, з них дуб і бук — 32 %. Щорічно в Україні заготовлюється близько 15 млн кубометрів деревини.
Промисловий потенціал базових виробництв — деревостружкові (ДСП) і деревоволокнисті плити (ДВП). На базі заглибленої переробки малоцінної деревини і її відходів створено 25 цехів деревних плит. Найбільші з них — на ~57321 домобудівному комбінаті, Наддвірнянському лісокомбінаті, Київському і Черкаському деревообробних комбінатах і інших. Цеху твердих деревоволокнистих плит діють на Вигодському лісокомбінаті, Оржівському деревообробному комбінаті і Київському експериментальному комбінаті плитних матеріалів.
Виробництво фанери, у тому числі великого формату і водостійкої, зосереджено на підприємствах Карпатського регіону, Рівненської, Черкаської областей і Києва.
Меблева промисловість найбільш розвита у великих містах — Києві, Харкові, Дніпрі, Донецьку й інших. Значні меблеві центри сформувалися в межах лісопромислових районів, де зосереджені основні лісосировинні ресурси (Карпати, Житомирська, Львівська, Київська й інша області). Серед найбільш спеціалізованих меблевих підприємств — Ужгородський фанерно-меблевий комбінат, Івано-Франківська меблева фабрика, Дніпропетровський, Донецький, Чернівецький меблеві комбінати, меблевий комбінат «Стрий» і інші.
Складової галузі є лісозаготівельна промисловість. Свого розвитку вона досягла на території Закарпатської, Івано-Франківської і Чернівецької областей. Основні лісозаготівельні підприємства в цьому регіоні — держлісгоспи Держкомлісу і спеціалізовані підрозділи колишніх лісокомбінатів Мінпромполітики України. Заготівля і вивезення деревини здійснюються на промисловій основі цілий рік.
Лісохімічна галузь представлена такими спеціалізованими лісохімічними підприємствами, як Перечинський, Свалявський і Великобичковський лісокомбінати в Закарпатській області і Вигодський лісохімічний завод на Івано-Франківщині. На основі сухої перегонки деревини вони роблять деревне вугілля, оцтову кислоту, а також хімічну продукцію — карбомідні смоли, етилацитат, хімреагент для буравлення шпар тощо.
Науково-технічну підтримку галузі забезпечують 6 науково-дослідних і проектно-конструкторських інститутів і організацій. Зокрема, головним в області досліджень техніки і технології переробки, захисту й облагороджування деревини є Український науково-дослідний інститут механічної обробки деревини.

## Підсумки роботи Держлісагенства за 2011 рік
Основними показниками є зростання реалізації продукції на 36%, а це більше 4,9 млрд грн., підвищення на 28% середньомісячної зарплати в галузі, яка становить в середньому понад 2,5 тис. грн. Завдяки уряду України у 2011 році наші підприємства були профінансовані майже стовідсотково. Галузь отримала 113,5 млн грн. із державного бюджету на капітальні витрати, як наслідок, було побудовано 126 км доріг та придбано 37 нових лісопожежних комплексів, 17 бульдозерів, 17 екскаваторів, 601 трактор та іншу лісогосподарську й пожежну техніку.
Виконано всі лісогосподарські заходи, висаджено лісові культури на площі 48 тис. га, що становить 107% річного завдання, у тому числі лісорозведення на площі 22,4 тис. га. Загалом ліси закладено на площі 51,5 тис. га – це 109% річного завдання та в 1,9 разу більше від площі торішніх суцільних рубок.
Під час рубок формування і оздоровлення лісів заготовлено 7 млн м3 відповідної деревини, що становить 116% до завдання і на 3% більше від торішніх показників.
Лісогосподарські підприємства у 2011 році в повному обсязі виконали заплановані профілактичні, запобіжні та протипожежні заходи. Проведено 27 тис. рейдів щодо дотримання пожежних вимог у лісовому фонді. Виявлено і притягнуто до адміністративної відповідальності 4,1 тис. порушників, які сплатили понад 104 тис. грн. штрафу.
Незважаючи на тривалий пожежонебезпечний період у лісах Держагентства зареєстровано найменше лісових пожеж за останнє десятиріччя. Значно покращили роботу з охорони лісів від пожеж Волинське, Дніпропетровське, Полтавське та Херсонське управління.
За власні кошти лісогосподарськими підприємствами придбано 2642 ранцевих лісових оприскувачів, 20 телевізійних систем, 23 пожежних автомобілі та 60 помп.
За 2011 рік у лісах Держагентства виявлено незаконних рубок на 19 880 м3, що на 4,7 тис. м3, або на 23% більше, ніж у відповідний період 2010 року. При цьому кількість таких рубок зменшилася на 9,8%. 
За посвідчення мисливця підприємства отримали 961 тис. грн., а від щорічного контрольного обліку добутої дичини і порушення правил полювання надходження становили 3 млн грн. Значно зросли доходи від видавання ліцензій – з 3 млн до 8 млн грн., тобто 246% зростання.
За 2011 рік підприємствами галузі від усіх видів рубок заготовлено 13 739 тис. м3 деревини, що порівняно з минулим роком на 841 тис. м3 або на 6,5% більше. Від рубок головного користування заготовлено 6803 тис. м3, що на 10% більше порівняно з 2010 роком. Із загального об’єму заготовленої деревини споживачам круглої деревини реалізовано 12 212 тис. м3, у тому числі на внутрішній ринок поставлено 8927 тис. м3, що на 740 тис. м3 більше ніж торік. 
Лідерами за обсягом реалізації продукції є такі обласні управління лісового та мисливського господарства: Черкаське (53%), Донецьке (58%), Закарпатське (52%), Івано-Франківське та Тернопільське (по 50%), Чернівецьке (45%), Чернігівське (42%).

## Керівні органи лісової промисловості і лісового господарства УРСР

### Уповноважені Наркомату Лісової Промисловості СРСР по УСРР
- /1932—1935/ — Семенов Семен Олександрович

### Начальники (уповноважені) Головлісохорони при РМ СРСР по УРСР
- 1936—1937 — Лиждвой Андрій Петрович
- 1937—1947 — Черников Степан Іванович

### Народні комісари (міністри) лісової (целюльозно-паперової і деревообробної) промисловості УРСР
- 22.10.1936—1937 — Кузьменко Василь Денисович
- 1938—10.03.1940 — Ушкалов Петро Якович
- 10.03.1940—6.09.1950 — Самуйленко Пилип Олексійович
- 6.09.1950—.04.1953 — Кульбейкін Михайло Павлович

### Міністри лісового господарства УРСР
- 23.06.1947—1949 — Черников Степан Іванович
- 27.05.1949—1953 — Солдатов Анатолій Гаврилович

### Начальники Головного управління лісового господарства та полезахисного лісорозведення Міністерства сільського господарства УРСР
- 1953—1957 — Солдатов Анатолій Гаврилович
- 1957—1966 — Лук'янов Борис Миколайович

### Міністри лісової (і паперової) промисловості УРСР
- 10.04.1953—.01.1954 — Кульбейкін Михайло Павлович
- .01.1954—.09.1955 — Вотчицев Микола Васильович

### Міністри паперової і деревообробної промисловості УРСР
- .09.1955—1957 — Приходченко Павло Прокопович

### Начальники відділу лісової промисловості Держплану УРСР
- 22.07.1957—.03.1962 — Вотчицев Микола Васильович

### Міністри лісової, целюлозно-паперової і деревообробної промисловості УРСР
- 23.10.1965—1968 — Грунянський Іван Іванович

### Міністри лісового господарства УРСР
- 20.05.1966—30.12.1979 — Лук'янов Борис Миколайович
- 1980—29.04.1987 — Байтала Василь Дем'янович
- 29.04.1987—6.07.1994 — Самоплавський Валерій Іванович

### Міністри лісової і деревообробної промисловості УРСР
- 1968—9.11.1988 — Грунянський Іван Іванович

### Міністри лісової промисловості УРСР
- 9.11.1988—1990 — Костенко Василь Федорович

### Міністри лісового господарства України
- 14.10.1994—29.07.1997 — Самоплавський Валерій Іванович